# 吴秀兰
吴秀兰（Sau-Lan Wu），美籍華裔高能实验物理学家，現任威斯康星大学麦迪逊分校恩里科·費米講座傑出物理學教授。她對J/ψ粒子的發現作出過重要的貢獻，這種粒子為粒子物理學標準模型中的粲夸克提供了實驗證據，並且她也在发现胶子的实验中起了关键性的作用，其中膠子是強相互作用中矢量玻色子，即其載體。最重要的是，發現與希格斯玻色子（也就是所謂的“上帝粒子”）性質相符的粒子，是全球許多科學家共同努力的成果，而吳秀蘭所在的歐洲核子研究組織隊伍與大型強子對撞機也參與其中。

## 早年
吳秀蘭出生於香港，畢業於金文泰中學。於1960獲全費獎學金到美國瓦薩學院攻讀本科學位。原本她想成為一名畫家，但是她受到瑪麗·居禮的啟發，轉而將一生奉獻給物理學。她在瓦薩學院的時候，在布鲁克黑文国家实验室渡過了一個暑假，而她就是在那裏迷上了粒子物理學。回想起在瓦薩學院的那幾年，吳秀蘭表示對此很享受，也提到調整自己進入美國的社會與文化是一件不容易的事，可是很有意義。在她大一的時候，她與其他幾名同校學生受邀到白宮參加一次復活節活動，並與當時的總統夫人杰奎琳·肯尼迪見面，她也是該學院的校友。她到美國最高法院的洗手間時，看見黑人與白人分開的兩道門，當要選擇進入哪一道的時候，她第一次感受到種族歧視的發生。

## 學術背景
吳秀蘭於1963年於瓦薩學院畢業，獲物理學文學士。之後她在哈佛大學攻讀物理學碩士學位（1964年）及博士學位（1970年）。她之後一直從事研究工作曾任職於麻省理工学院、德國電子加速器及威斯康星大学麦迪逊分校，現任該校的恩里科·費米講座傑出物理學教授。自1986年起，吳秀蘭就在歐洲核子研究組織擔任訪問學者，加入了超環面儀器的隊伍，並於大型強子對撞機進行研究。

## 成就

### J/ψ
她参与了丁肇中在麻省理工學院领导的实验，於1974年發現了J/ψ粒子，丁肇中因此於1976年與伯顿·里克特同獲諾貝爾物理學獎。

### 膠子
吳秀蘭對膠子的發現有很大的貢獻，於是1995年她和合作者因这个发现获得了欧洲物理学会髙能和粒子物理奖。

### 希格斯玻色子
吳秀蘭是超環面儀器(ATLAS)探測器組織的成員，該粒子探測器是歐洲核子研究組織的兩個主要探測器之一（另一個是緊湊渺子線圈CMS）。她的隊伍負責研究電腦模擬器的數據，該模擬器能以現有的理論計算出大型強子對撞機上探測器應得的數據。歐洲核子研究組織於2012年7月4日宣佈，發現了一種與希格斯玻色子理論性質相符的粒子。物理學家們需要繼續研究來確實此粒子是否真的是希格斯玻色子。時至2013年3月6日，數據分析結果為正面的。如果確實下來，這個發現會補完標準模型，而這個模型是用來解釋可視宇宙的。

## 榮譽
- 美國能源部傑出青年研究員獎（1980年）
- 威斯康星大学麦迪逊分校Romnes學院獎（1981年）
- 威斯康星大学麦迪逊分校Hilldale教授（1991年）
- 美國物理學會院士（1992年）
- 欧洲物理学会髙能和粒子物理奖（1995年，因發現膠子而獲獎，其他獲獎人還有Paul Söding、Björn Wiik和Günter Wolf）
- 美國文理學院院士（1996年）
- 威斯康星大学麦迪逊分校維達斯教授（1998年）[4]

## 個人生活
吳秀蘭現居瑞士日內瓦，並於歐洲核子研究組織從事研究工作。她已婚，丈夫為哈佛大學的物理學家吳大峻教授。